# Limifossor fratula
Limifossor fratula är en blötdjursart som beskrevs av Heath 1911. Limifossor fratula ingår i släktet Limifossor och familjen Limifossoridae. Inga underarter finns listade i Catalogue of Life.